# Edward Stevens (général)
Pour l’article homonyme, voir Edward Stevens.
Edward Stevens (1745 – 17 août 1820) est un officier américain de la guerre d'indépendance des États-Unis et, plus tard, un législateur au service du Sénat de Virginie.

## Carrière militaire
Stevens commence sa carrière militaire comme lieutenant-colonel en 1775 à la bataille de Great Bridge, où il commande un bataillon de tirailleurs, les Culpeper Minutemen. Stevens s'est distingué à la bataille. On le nomme alors colonel et commandant du 10e régiment de Virginie (en). Stevens prépare son régiment et se rend à la rencontre du général George Washington, son commandant direct. Stevens participe alors à la bataille de Brandywine, où le régiment n'entre en action qu'à la fin de la bataille alors que les forces américaines commencent à se replier. Les troupes de Stevens couvrent la retraite et empêchent les Britanniques de les poursuivre. Stevens reçoit un éloge public de Washington, après Brandywine et à la suite de la bataille de Germantown.
Stevens devient général de brigade dans la milice de Virginie (en) et participe à la bataille de Camden. Avant la bataille, Stevens se plaint de sa milice qu'il ne pense pas aussi efficace que les troupes régulières. Au conseil de guerre avant la bataille, Stevens conseille : « Il est trop tard pour la retraite maintenant ; nous devons nous battre. » La déclaration de Stevens est censée avoir convaincu Horatio Gates d'engager les Britanniques plutôt que de battre en retraite. Mais, la bataille ne se déroule pas bien, et Stevens, a alors envisagé la retraite, mais Nathanael Greene l'a à son tour convaincu de continuer à se battre.
Plus tard, Stevens commande ses miliciens à la bataille de Guilford Court House. La milice de Stevens est placée derrière la ligne de la milice de la Caroline du Nord. Au cours de la bataille, Stevens est blessé à la cuisse. Stevens est à Charlottesville, en Virginie, pour récupérer de sa blessure lorsque Banastre Tarleton lance un raid sur la ville pour capturer l'assemblée de la Virginie et son gouverneur, Thomas Jefferson. Le capitaine Jack Jouett, qui a chevauché toute la nuit pour avertir de l'attaque, aide Stevens à s'échapper en attirant l'attention des Britanniques. Stevens retourne sur le champ de bataille et mène une brigade de 750 hommes au siège de Yorktown en 1781.